# Sneeuwstorm

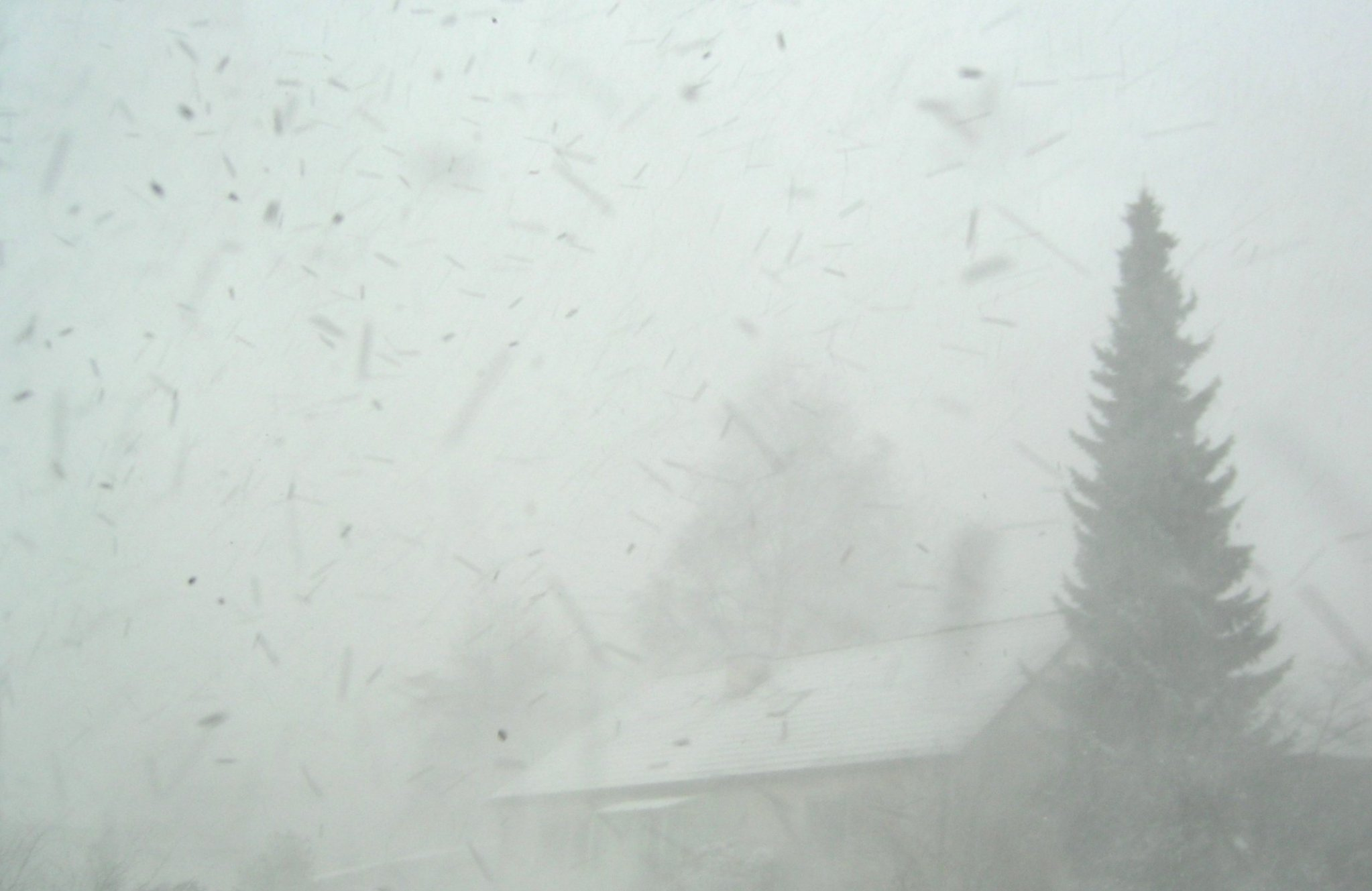
Sneeuwstorm

Van een sneeuwstorm is sprake bij een combinatie van sneeuwval en windkracht 8 of meer. Voorafgaand is er meestal sprake van sneeuwjacht.
Een sneeuwstorm, in veel landen blizzard genoemd, kan het openbare leven ontwrichten en soms hele dorpen isoleren. In geval van een sneeuwstorm wordt ontraden om de weg op te gaan als het niet strikt noodzakelijk is. Het verkeer wordt verlamd doordat wegen, rails en startbanen geblokkeerd raken. In een langdurige sneeuwstorm kan de sneeuw bij aanhoudende vorst tot meters hoge sneeuwduinen opstuiven en kunnen gestrande auto's insneeuwen. Lage temperaturen, harde wind en stuivende sneeuw maken het verblijf buiten de deur uiterst onaangenaam en bij matige tot strenge vorst zelfs gevaarlijk.
In België en Nederland duurt het soms jaren voor een volgende sneeuwstorm opsteekt, maar in sommige winters komen er twee of drie in korte tijd voor. In totaal was er in de 20e eeuw in Nederland op zeker 22 dagen sprake van een sneeuwstorm, de laatste keer op 8 februari 1985. Toen ondervond vooral het spitsverkeer in het zuiden en westen hinder van de sneeuw. Het zuidwesten van Nederland kreeg ook op 9 januari 1985 een sneeuwstorm te verduren.
Eén van de hevigste sneeuwstormen van de vorige eeuw, was de sneeuwstorm van 14 februari 1979. En die trof de noordelijke helft van Nederland. Het noodweer begon op 14 februari en het noorden van Nederland had ongeveer 90 uur lang zware driftsneeuw. De wind bereikte in vlagen snelheden van 100 kilometer per uur en de sneeuwduinen hoogtes van 3 tot 6 meter. Delen van Nederland boven de lijn IJmuiden - Amsterdam - Lelystad - Zwolle werden van de buitenwereld afgesneden. Eerder die winter, op oudejaarsdag 1978, werd vooral het zuiden van Nederland getroffen door een sneeuwstorm bij extreem lage temperaturen van 10 tot 15 graden onder nul. De sneeuwstorm van 14 februari 1979 en de sneeuwstorm van 25 november 2005, zijn de twee meest beruchte sneeuwstormen die Nederland hebben getroffen. Bij de sneeuwstorm van 25 november 2005, waren reizigers van het openbaar vervoer en het wegverkeer onvoldoende voorbereid op hevige sneeuwval (veel mensen werden overvallen door het slechte weer). Als gevolg daarvan ontstonden chaotische situaties en problemen. Bekend zijn ook sneeuwstormen uit de winters van 1937, 1942, 1945, 1947, 1958, 1963, 2010 en 2021 (storm Darcy).
In België woedde er gedurende de eerste dagen van februari 1953 een zeer hevige sneeuwstorm in de Ardennen, die meerdere dorpen van de buitenwereld isoleerde. Het gehucht Rheinartzhof (Eupen), dat tegenwoordig niet meer bestaat, bleef gedurende 5 dagen van de buitenwereld afgesneden. Deze gebeurtenis wordt echter overschaduwd door de watersnoodramp die gelijktijdig plaatsvond aan de Nederlandse en Belgische kusten.

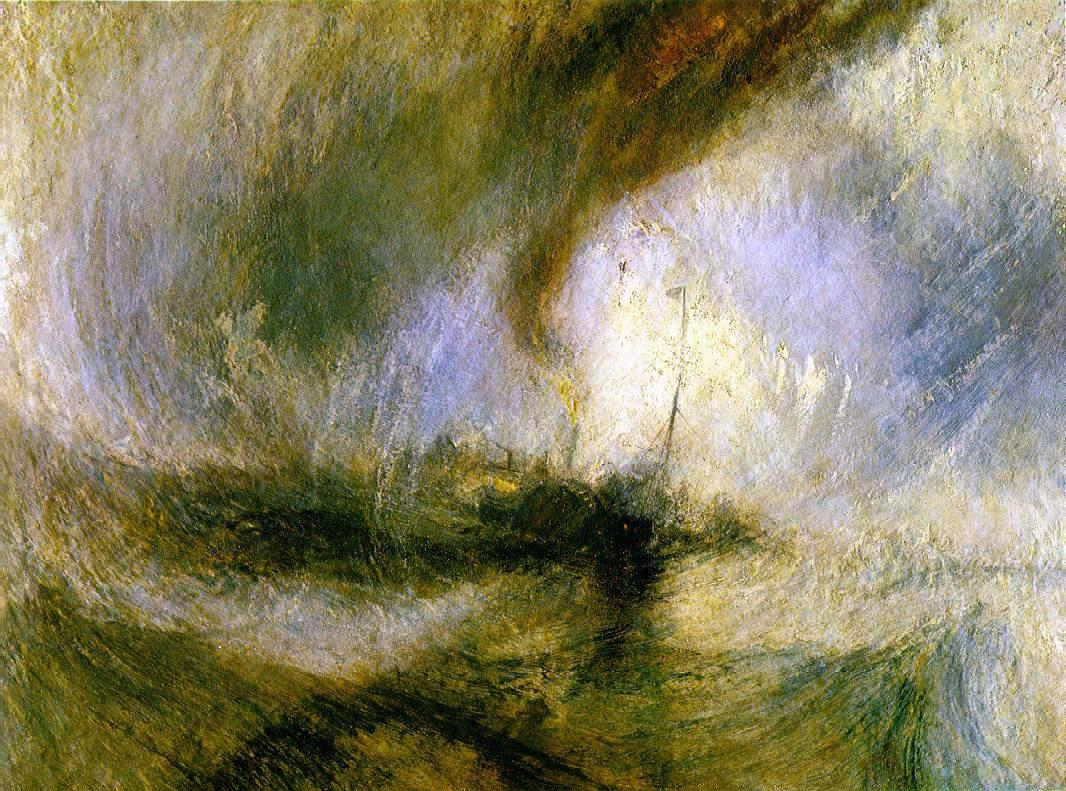
Sneeuwstorm - Steam-Boat off a Harbour's Mouth, William Turner, 1842
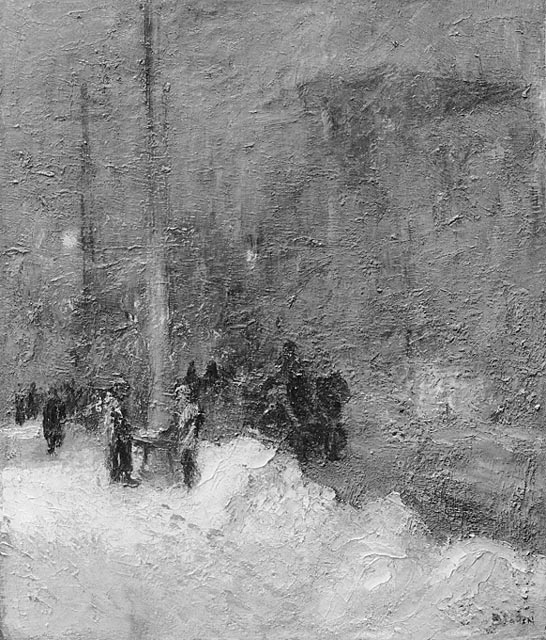
Snowstorm, Evening, Maurice Cullen, 1911
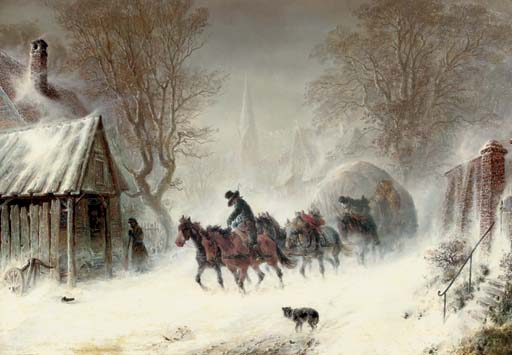
Enduring the snowstorm, Hermann Kauffmann
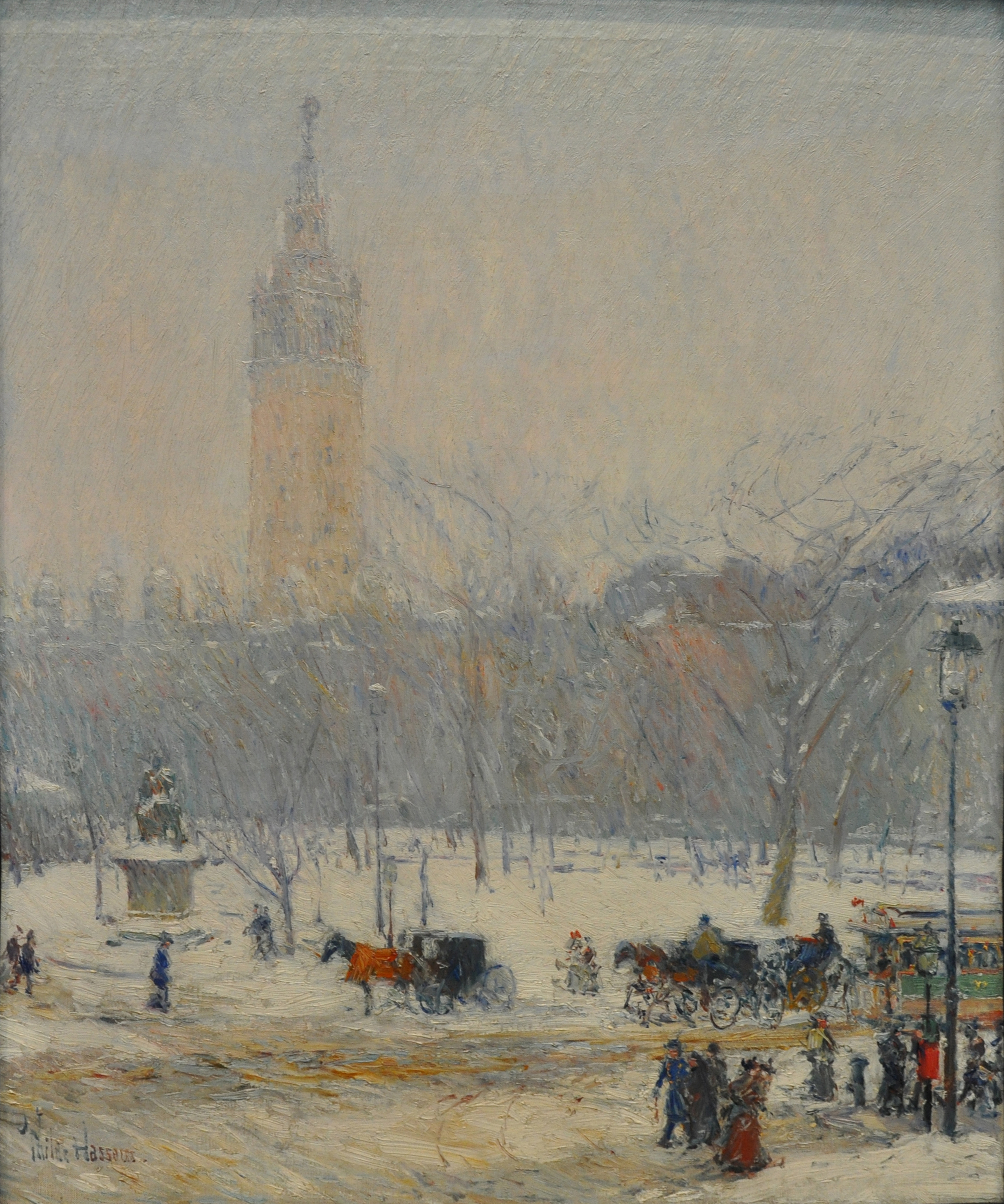
Snowstorm Madison Square, Childe Hassam, ca. 1890